# Jericho Sims
Jericho Eduard Sims (ur. 20 października 1998 w Minneapolis) – amerykański koszykarz, występujący na pozycji środkowego, obecnie zawodnik New York Knicks.
W college’u grał dla Texas Longhorns.
W dniu 29 lipca 2021 Sims został wybrany przez New York Knicks w drugiej rundzie draftu NBA. 8 sierpnia 2021 Sims podpisał dwukierunkowy kontrakt z New York Knicks umożliwiający mu grę zarówno dla New York Knicks jak i występy w NBA G League dla Westchester Knicks.

## Osiągnięcia
Stan na 19 lutego 2023, na podstawie, o ile nie zaznaczono inaczej.
NCAA
- Uczestnik rozgrywek turnieju NCAA (2018, 2021)
- Mistrz turnieju konferencji Big 12 (2021)
- Zaliczony do:
  - I składu turnieju Big 12 (2021)
  - składu honorable mention All-Big 12 (2020, 2021)
- Zawodnik kolejki konferencji Big 12 (5.03.2018)
- Lider Big 12 w skuteczności rzutów za 2 punkty (2021 – 69,6%)

NBA
- Uczestnik konkursu wsadów NBA (2023)[5]